# Steve Meretzky
Steve Meretzky, född 1 maj 1957, är en datorspelsdesigner som ursprungligen arbetade för Infocom. Har designat ett antal äventyrsspel. 1994 startade han ett eget spelföretag; Boffo Games.
Steve Meretzky är tillsammans med Dave Lebling de enda författare till textäventyr som blivit godtagna som medlemmar i föreningen Science Fiction Writers of America.

## Designade spel

### För Infocom
- (1983) – Planetfall
- (1984) – Sorcerer
- (1984) – The Hitchhiker's Guide to the Galaxy (med Douglas Adams)
- (1985) – A Mind Forever Voyaging
- (1986) – Leather Goddesses of Phobos
- (1987) – Stationfall
- (1988) – Lane Mastodon vs. the Blubbermen
- (1988) – Zork Zero
- (1992) – Leather Goddesses of Phobos 2

### För Legend
- (1990) – Spellcasting 101 (med Bob Bates)
- (1991) – Spellcasting 201 (med Bob Bates)
- (1992) – Spellcasting 301 (med Bob Bates)
- (1994) – Superhero League of Hoboken

### För Boffo games
- (1996) – Hodj 'n' Podj
- (1997) – The Space Bar